# Helmut G. Walther (Historiker)

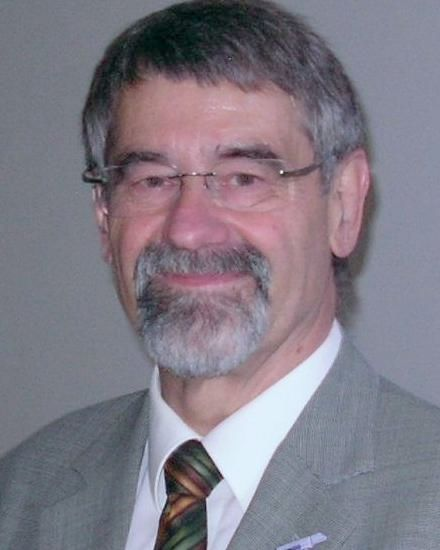
Helmut G. Walther, 2010

Helmut G. Walther (* 4. Juli 1944 in Bayreuth) ist ein deutscher Historiker.
Der Sohn von Erna Walther, geborene Hoyer, und des Regierungsdirektors Kurt Walther, besuchte von 1954 bis 1963 die Oberrealschule in Bayreuth und studierte von 1963 bis 1970 Geschichte, Deutsch, Politologie und Philosophie an den Universitäten Erlangen-Nürnberg, FU Berlin und Konstanz. 1968 erfolgte das Staatsexamen für das Lehramt an Gymnasien. Im Jahre 1970 wurde er bei Arno Borst und Waldemar Besson in Konstanz promoviert. Von 1970 bis 1978 war er als wissenschaftlicher Angestellter und Assistent (ab 1972) tätig. Seine Habilitation erfolgte 1978 in Konstanz, wo er im selben Jahr als Privatdozent seine Lehrtätigkeit begann. Von 1980 bis 1993 lehrte Walther als Professor für Mittlere und Neuere Geschichte an der Universität Kiel. Im Anschluss war er von 1993 bis zur Emeritierung 2009 Lehrstuhlinhaber für Mittelalterliche Geschichte an der Universität Jena. Er ist Mitglied der Vereinigung für Verfassungsgeschichte.
Zu seinen Forschungsschwerpunkten zählen die sozialen Trägergruppen politischer Ideen im Mittelalter, der Staatsbildungsprozess im späteren Mittelalter, die Ketzergeschichte des Mittelalters, die Beziehungen zwischen Abendland und Islam sowie die Rezeptionsgeschichte des Mittelalters.
Helmuth G. Walther heiratete 1975.

## Schriften (Auswahl)
Monografien
- Die Friedrich-Schiller-Universität Jena. Erinnerungen in Fotografien. Erfurt 2006, ISBN 3-89702-899-9.
- Hus in Konstanz. Eine historische Ausstellung in der Galerie der Universität Konstanz (Ausstellungskatalog). Konstanz 1978.
- mit Erhard Rumpf und Joist Grolle: Menschen in ihrer Zeit. Bd. 2: Im Mittelalter und in der frühen Neuzeit. Ausgabe B – Für Realschulen. Ernst Klett, Stuttgart 1978, ISBN 3-12404-210-7.
- Imperiales Königtum, Konziliarismus und Volkssouveränität. Studien zu den Grenzen des mittelalterlichen Souveränitätsgedankens. Fink, München 1976, ISBN 3-7705-1267-7 (zugleich: Konstanz, Dissertation, 1970).
- mit Hans Forster und Horst Rumpf: Herrschaft und Staat im Mittelalter – Imperium und Sacerdotium (= Politische Weltkunde I – Themen zur Geschichte. Bd. 2). Ernst Klett, Stuttgart 1972, ISBN 3-12406-200-0.

Herausgeberschaften
- Wendepunkte in viereinhalb Jahrhunderten Jenaer Universitätsgeschichte. IKS, Jena 2010.
- Universitäres Leben im Collegium Jenense 1548 bis heute. Katalog zur Dauerausstellung (= LichtGedanken. Bd. 3). IKS, Jena 2008, ISBN 978-3-938203-70-5.
- mit Joachim Bauer, Dagmar Blaha: Dokumente zur Frühgeschichte der Universität Jena 1548 bis 1558. Hain, Weimar/Jena 2003.
- Erinnerungen an einen Rektor. Friedrich Zucker (1881–1973) (= Quellen und Beiträge zur Geschichte der Universität Jena. Bd. 4). Hain, Rudolstadt 2001, ISBN 3-89807-008-5.

Aufsatzsammlung
- Stephan Freund, Klaus Krüger, Matthias Werner (Hrsg.): Von der Veränderbarkeit der Welt. Ausgewählte Aufsätze von Helmut G. Walther. Festgabe zu seinem 60. Geburtstag. Peter Lang, Frankfurt am Main u. a. 2004, ISBN 3-631-52895-7 (enthält 22 zwischen 1976 und 2002 veröffentlichte Aufsätze).